# Seleção Neerlandesa de Hóquei sobre a grama feminino
A Seleção Neerlandesa de Hóquei sobre a grama feminino representa os Países Baixos nas competições internacionais de hóquei sobre a grama. É uma das mais vitoriosas equipes no esporte com oito medalhas olímpicas, sendo cinco de ouro.

## Títulos

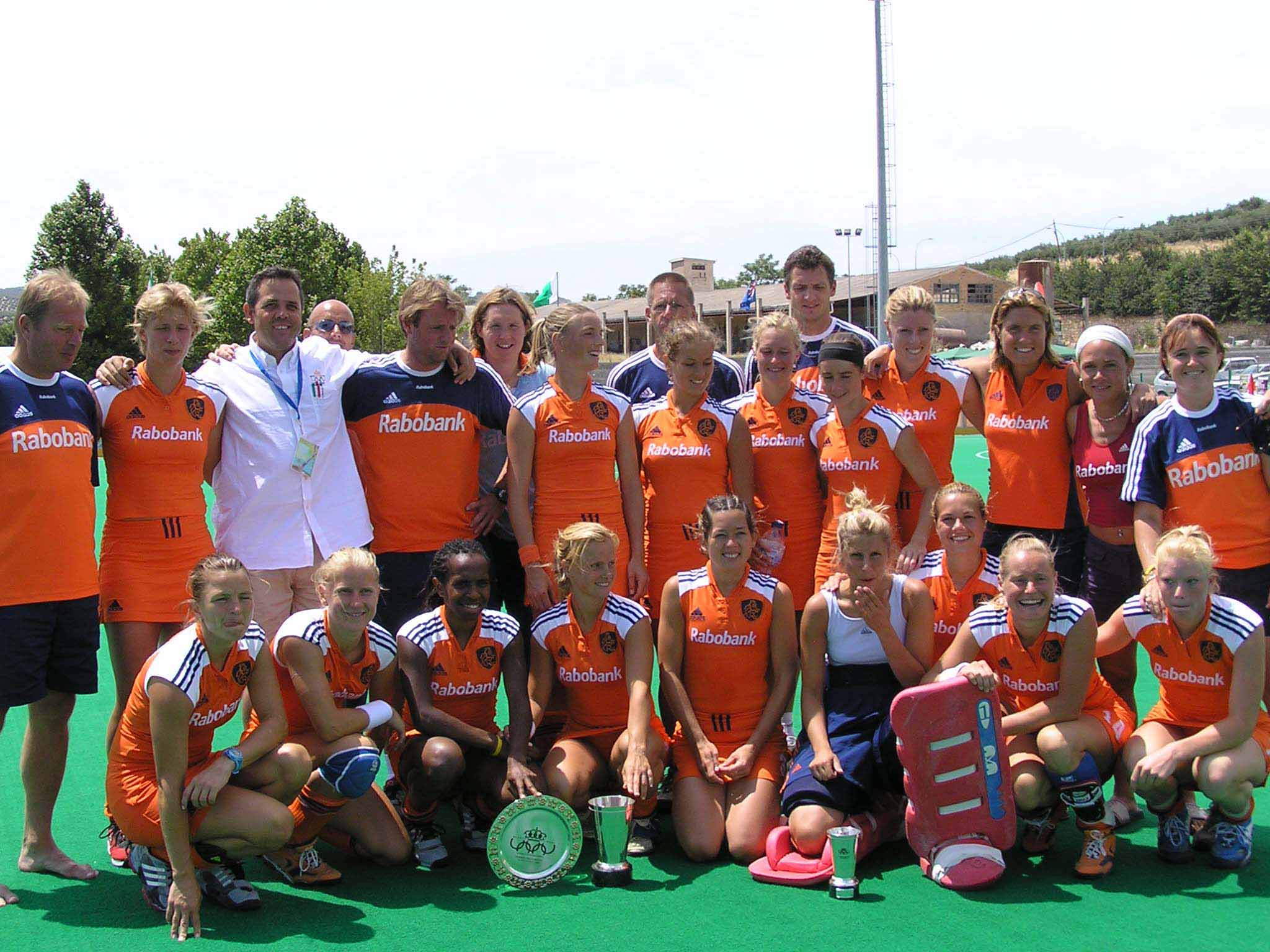
A seleção em 2004.

- Jogos Olímpicos (5): 1984, 2008, 2012, 2020 e 2024
- Campeonato Mundial (7): 1974, 1978, 1983, 1986, 1990, 2006 e 2014
- Champions Trophy (6): 1987, 2000, 2004, 2005, 2007 e 2011
- Liga Mundial (1): 2012-13
- Campeonato Europeu (9): 1984, 1987, 1995, 1999, 2003, 2005, 2009, 2011  2017 e 2019